# 防衛装備庁
防衛装備庁（ぼうえいそうびちょう、英: Acquisition, Technology & Logistics Agency、略称: ATLA）は、日本の行政機関のひとつである。装備品等の開発および生産のための基盤の強化を図り、研究開発・調達・補給・管理の適正かつ効率的な遂行並びに国際協力の推進を図ることを任務とする防衛省の外局である。日本語略称・通称は、装備庁（そうびちょう）。
2015年（平成27年）10月1日に発足した。

## 概要
防衛装備品の開発・取得・輸出を一元的に担う機関とされている。この意味では、太平洋戦争（大東亜戦争、第二次世界大戦）中に設けられた軍需省に通じるものがあるが、当時の軍需省は国家総動員の名の下に民間経済のすべてを戦争に振り向ける役割を担うため、商工省（現・経済産業省）を改組して設置されたものであり、防衛省の外局として設置する本組織とは根本的に異なる（なお、任務は全く異なるものの名称が類似していた防衛施設庁（2007年（平成19年）廃止）は、「防衛庁に設置される機関」として設置され、防衛庁が防衛省となった2007年（平成19年）1月以降は「防衛省の外局」であった）。
政府は、2015年（平成27年）年度予算の概算要求で防衛装備庁設置のための予算を要求しており、同年6月10日の第189回国会で防衛装備庁設置を柱とする改正防衛省設置法が成立している。
経理装備局の装備グループ、各幕僚監部の装備品調達部門、装備施設本部、技術研究本部を集約・統合する組織と位置づけられている。職員数は1,817人で、内訳は事務官・技官等1,410人、自衛官407人。また調達や装備品の輸出に関わる権限がこの機関に集中する為、先述したかつての防衛施設庁でも見られた汚職や腐敗を防ぐ処置として庁内部に20人規模の監察担当者が設置されているほか、外部からの監視体制も旧機関に比して強化された体制となっている。
現在、国際的に見て調達コストが高いことから、防衛装備庁を設置することで、装備品の開発と管理の一元管理を行い、防衛装備移転三原則に基づく防衛装備の輸出による生産規模を確保することや国際共同開発を行うことでコスト削減を図ることを目的としている。

## 沿革
- 2015年（平成27年）10月1日：経理装備局、各幕僚監部の関係部門、装備施設本部、技術研究本部を集約・統合して防衛装備庁が発足。
- 2018年（平成30年）4月1日：組織改編。

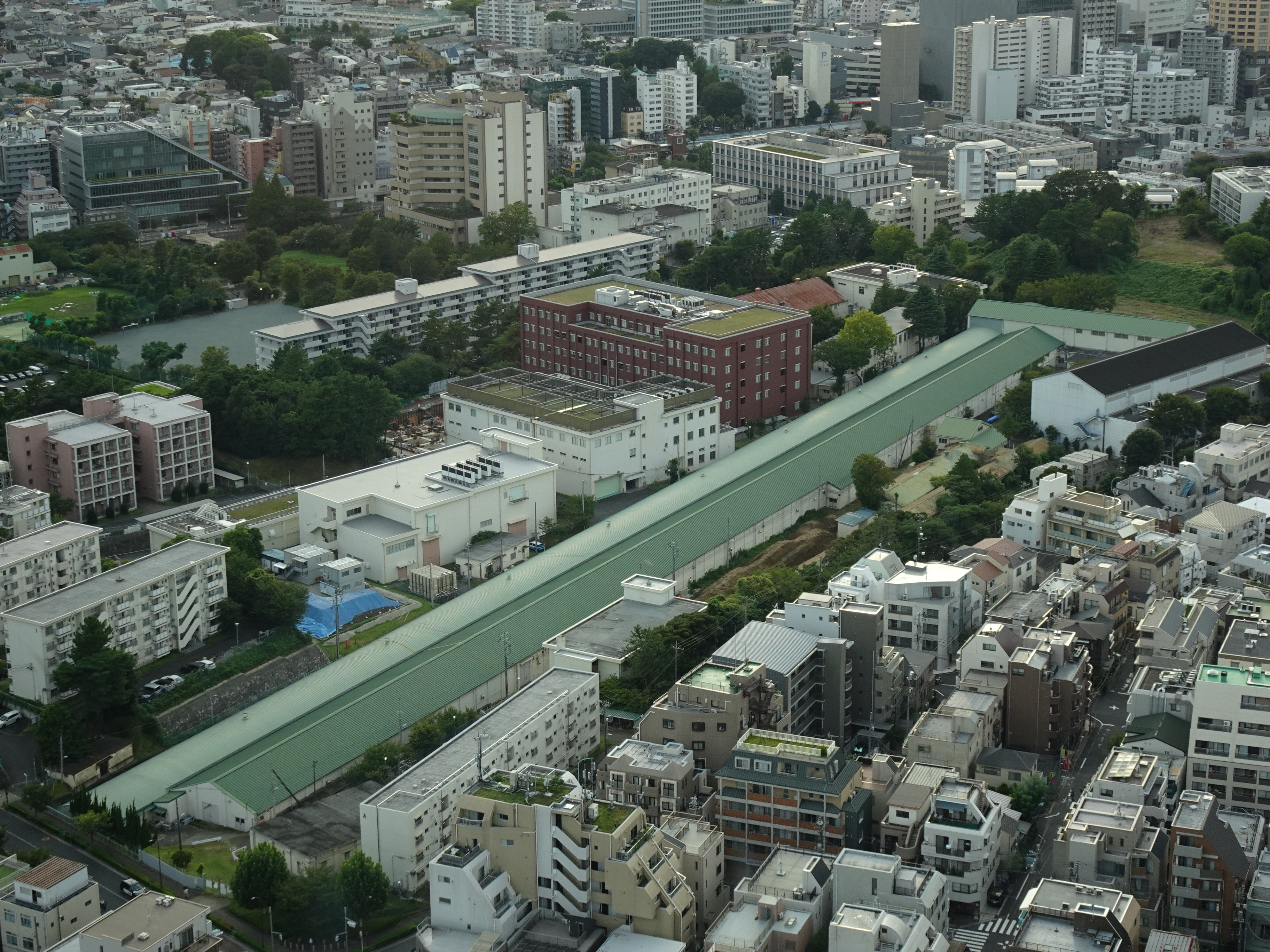
艦艇装備研究所

1. 札幌試験場を千歳試験場に改称。
2. 航空装備研究所システム研究部及び誘導武器技術研究部を廃止し、エンジン技術研究部、誘導技術研究部に改組。

- 2020年（令和02年）4月1日：組織改編[10]

1. 長官官房装備開発官の定数を1人増員し5人とする。
2. 装備政策部装備制度管理官を廃止し、同部に装備保全管理官1人を置く。
3. プロジェクト管理部統合装備計画官を廃止し、同部事業監理官の定数を1人増員し4人とする。

- 2021年（令和03年）
  - 4月1日：組織改編[11]

  1. 技術戦略部に技術連携推進官を1人置く。
  2. 電子装備研究所および先進技術推進センターを廃止し、三宿地区および目黒地区に次世代装備研究所を新設。

  - 9月1日：艦艇装備研究所に岩国海洋環境試験評価サテライト（山口県岩国市）を設置[12][13]。
- 2023年（令和05年）7月1日：装備政策部装備保全管理官を廃止し、同部に装備保全管理課を設置[14]。
- 2024年（令和06年）
  - 4月1日：組織改編[15][16]

  1. 長官官房装備開発官の定数を1人減員し4人とする。
  2. 長官官房参事官1人を新規に置く。
  3. プロジェクト管理部事業監理官の定数を1人増員し5人とする。
  4. 調達管理部企業調査官を廃止する。

  - 10月1日：組織改編[17][18][19]

  1. 次世代装備研究所を新世代装備研究所に改組[20]。
  2. 防衛イノベーション科学技術研究所を設置[21][22]。
- 2024年度（令和6年度）

1. 新世代装備研究所（三宿地区所在分）を東立川地区に移転予定[23][24]。

## 所掌事務
防衛省設置法第36条に規定された任務を達成するために、防衛省設置法第4条に列記された事務のうち、第5号から第7号まで、第9号から第11号まで、第13号から第15号までおよび第32号から第34号までに掲げる事務（第8条第6号に掲げるものを除く。）をつかさどる。具体的には、以下のことに関する事務がある。
- 職員の人事に関すること。(第5号)
- 職員の補充に関すること。(第6号)
- 礼式及び服制に関すること。(第7号)
- 所掌事務の遂行に必要な教育訓練に関すること。(第9号)
- 職員の保健衛生に関すること。（第10号)
- 経費及び収入の予算及び決算並びに会計及び会計の監査に関すること。（第11号)
- 所掌事務に係る装備品、船舶、航空機及び食糧その他の需品（以下「装備品等」という。）の調達、補給及び管理並びに役務の調達に関すること。（第13号）
- 装備品等の研究開発に関すること。（第14号）
- 前号の研究開発に関連する技術的調査研究、設計、試作及び試験の委託に基づく実施に関すること。(第15号)
- 所掌事務に係る国際協力に関すること。（第32号)
- 防衛大学校、防衛医科大学校その他政令で定める文教研修施設において教育訓練及び研究を行うこと。（第33号）
- 前各号に掲げるもののほか、法律（法律に基づく命令を含む。）に基づき防衛省に属させられた事務（第34号）

## 組織
「防衛省組織令」および「防衛装備庁内部部局の内部組織に関する訓令（平成27年防衛装備庁訓令第1号）」において、防衛装備庁の編成は次のとおりとなっている。

### 特別な職
- 防衛装備庁長官（防衛省設置法35条2項）- 政令指定職6号
- 防衛技監（1）（政令170条）- 政令指定職5号
- 技術顧問（12人以内）-非常勤[26]

防衛装備庁長官は防衛会議を構成する役職のひとつである。なお、次長の官職はない。

### 内部部局
- 長官官房

| - - 審議官 - 装備官（統合装備担当） - 装備官（陸上担当） - 装備官（海上担当） - 装備官（航空担当） - 参事官 - 総務官 - 企画室 - 企画班 - 企画調整係 - 企画専門官 - 機構・定員専門官 - 情報公開室 - 開示調整専門官 - 情報システム管理室 - 総括班 - 業務管理係 - システム総括係 - 情報システム班 - 調達システム係 - 情報技術管理係 - 情報保証・システム監査班 - システム監査係 - 情報システム企画官 - 研究開発システム調整官 - 研究開発システム専門官 - 総務班 - 総務係 - 文書係 - 総務専門官 - 文書専門官 - 広報・渉外班 - 広報・渉外係 - 法務班 - 総務官補佐 - 法務補佐官 - 法規専門官 - 訟務専門官 - 秘書係 - 国会係 - 総務管理官 - 国会専門官 - 人事官 - 人材育成センター - 総務班 - 総務係 - 研修第1班 - 研修第1係 - 法令遵守教育研修専門官 - 研修専門官 - 研修第2班 - 研修第2係 - 研修専門官 - 人材育成研究専門官 - 人事第1係 - 人事第2係 - 給与係 - 服務係 - 人事企画官 - 服務指導官 - 人事管理補佐官 - 人事計画専門官 - 給与専門官 - 服務専門官 - 補任専門官 - 厚生専門官 - 人事専門官 - ワークライフバランス推進企画・人事制度専門官 | - - 会計官 - 経理室 - 契約係 - 原価計算係 - 経理補佐官 - 経理管理専門官 - 調達専門官 - 施設管理環境保全室 - 施設専門官 - 管財専門官 - 総括班 - 総括係 - 車両係 - 用度係 - 中央調達係 - 予算・決算班 - 予算係 - 決算係 - 予算専門官 - 支出班 - 支出係 - 確認調定第1係 - 確認調定第2係 - 歳入係 - 支出専門官 - 会計管理官 - 監察査察・評価官 - 監察監査室 - 監察監査管理官 - 上席監察監査官 - 上席監察監査補佐官 - 監察監査官 - 認証室 - 認証審査専門官 - 行政評価班 - 行政評価係 - 行政評価専門官 - 装備開発官（統合装備担当） - 総括室 - 開発管理専門官 - 第1開発室 - 主任研究官 - 第2開発室 - 主任研究官 - 第3開発室 - 主任研究官 - 第4開発室 - 第5開発室 - 主任研究官 - 高高度超音速飛しょう体システム研究室 - 主任研究官 - 極超音速誘導弾開発事業推進専門官 - スタンド・オフ対艦誘導弾開発室 - 対艦誘導弾開発調整官 - 誘導弾開発分析班 - 装備開発官補佐 | - - 装備開発官（陸上装備担当） - 総括室 - 開発管理専門官 - 第1開発室 - 主任研究官 - 第2開発室 - 主任研究官 - 第3開発室 - 主任研究官 - 第4開発室 - 主任研究官 - 第5開発室 - 第6開発室 - 主任研究官 - 装備開発官（艦船装備担当） - 総括室 - 開発管理専門官 - 主任 - 第1開発室 - 主任研究官 - 第2開発室 - 主任研究官 - 第3開発室 - 主任研究官 - 第4開発室 - 主任研究官 - 第5開発室 - 主任研究官 - 第6開発室 - 主任研究官 - 装備開発官（航空装備担当） - 総括室 - 開発管理専門官 - 第1開発室 - 主任研究官 - 第2開発室 - 主任研究官 - 第4開発室 - 主任研究官 - 第5開発室 - 主任研究官 - 第6開発室 - 航空開発調整官 - 艦船設計官 - 設計管理室 - 主任研究官 - 設計管理専門官 - 設計企画室 - 主任研究官 - 船体システム設計室 - 主任研究官 - 動力システム設計室 - 主任研究官 - 武器システム設計室 - 主任研究官 - 残存性能評価室 - 主任研究官 - 設計管理官 - 主任設計官 - 副主任設計官 - 予量専門官 長官官房には官房長の官職がない。また、課を置かず、課長に準ずる官職が置かれている。装備開発官は船舶を除く装備品等の考案及び試作に関する事務をシステム装備、陸上装備、艦船搭載装備及び航空機装備の4分野に分け、1人につき1分野を分掌している。 |

- 装備政策部
  - 装備政策課（政令187条）
  - 国際装備課
  - 装備保全管理課
- プロジェクト管理部
  - プロジェクト管理総括官（3）（政令179条1項）
  - 事業計画官（1）（政令191条）
  - 事業監理官（5）
  - 装備技術官（3）
- 技術戦略部
  - 革新技術戦略官（1）（政令179条1項）
  - 技術戦略課（政令196条）
  - 技術計画官（1）
  - 技術振興官（1）
  - 技術連携推進官（1）
- 調達管理部
  - 調達企画課（政令200条）
  - 原価管理官（1）
- 調達事業部
  - 調達総括官（1）（政令179条1項）
  - 総括装備調達官（2）（訓令31条1項）[27]
  - 需品調達官（1）（政令204条）
  - 武器調達官（1）
  - 電子音響調達官（1）
  - 艦船調達官（1）
  - 通信電機調達官（1）
  - 航空機調達官（1）
  - 輸入調達官（1）

### 施設等機関
| - 航空装備研究所（政令213条）（防衛省東立川地区） - 研究企画官（1）（防衛装備庁施設等機関組織規則（以下、省令と表記）3条1項） - 管理部（省令4条） - 航空機技術研究部 - エンジン技術研究部 - 誘導式武器技術研究部 - 土浦支所（省令11条2項）（茨城県稲敷郡阿見町） - 新島支所（東京都新島村） - 陸上装備研究所（神奈川県相模原市中央区） - 研究企画官（1）（省令14条1項） - 総務課（省令15条） - システム研究部 - 弾道技術研究部 - 機動技術研究部 - 艦艇装備研究所（防衛省目黒地区） - 研究企画官（1）（省令22条2項） - 総務課（省令23条） - 海洋戦技術研究部 - 水中対処技術研究部 - 艦艇・ステルス技術研究部 - 川崎支所（省令28条2項）（神奈川県川崎市宮前区） - 岩国海洋環境試験評価サテライト（山口県岩国市） | - 新世代装備研究所（防衛省三宿地区） - 研究企画官（1）（省令31条） - 総務課（省令32条） - ＡＩ・サイバーネットワーク研究部 - 宇宙・センサ研究部 - 電子対処研究部 - 飯岡支所（省令37条2項）（千葉県旭市） - 防衛イノベーション科学技術研究所（東京都渋谷区） - 研究統括官（1）（省令40条） - 総務・会計ユニット - 方針策定ユニット - 事業推進ユニット - 千歳試験場（北海道千歳市） - 下北試験場（青森県下北郡東通村） - 岐阜試験場（航空自衛隊岐阜基地） |

### 審議会等
- 防衛調達審議会（政令212条）

## 主要幹部
| 官職名                             | 氏名       | 補職発令日     | 前職                                          |
| ---------------------------------- | ---------- | -------------- | --------------------------------------------- |
| 防衛装備庁長官                     | 青柳肇     | 2025年08月01日 | 整備計画局長                                  |
| 防衛技監                           | 堀江和宏   | 2023年12月26日 | 防衛装備庁長官官房装備官                      |
| 長官官房審議官                     | 滝澤豪     | 2025年07月01日 | 特許庁総務部長                                |
| 長官官房装備官（統合装備担当）     | 海老根巧   | 2023年12月26日 | 防衛装備庁次世代装備研究所 先進機能研究統括官 |
| 長官官房装備官（陸上担当）         | 大橋智     | 2024年08月02日 | 第2高射特科団長 兼 飯塚駐屯地司令             |
| 長官官房装備官（海上担当）         | 伊藤秀人   | 2025年08月01日 | 舞鶴地方総監                                  |
| 長官官房装備官（航空担当）         | 坂梨弘明   | 2024年08月02日 | 航空幕僚監部防衛部長                          |
| 装備政策部長                       | 小杉裕一   | 2025年08月01日 | 内閣官房内閣審議官 （国家安全保障局）         |
| プロジェクト管理部長               | 家護谷昌徳 | 2025年08月01日 | 大臣官房サイバーセキュリティ・情報化審議官    |
| 技術戦略部長                       | 嶺康晴     | 2025年08月01日 | 防衛装備庁プロジェクト管理部長                |
| 調達管理部長                       | 藤重敦彦   | 2024年07月19日 | 防衛装備庁長官官房総務官                      |
| 調達事業部長                       | 鈴木信丈   | 2024年07月19日 | 防衛装備庁調達管理部調達企画課長              |
| 航空装備研究所長                   | 森重樹     | 2023年07月14日 | 航空装備研究所研究企画官                      |
| 陸上装備研究所長                   | 森下政浩   | 2023年07月14日 | 陸上装備研究所研究企画官                      |
| 艦艇装備研究所長                   | 有澤治幸   | 2021年04月01日 | 陸上装備研究所システム研究部長                |
| 新世代装備研究所長                 | 鈴木茂     | 2024年10月01日 | 次世代装備研究所長                            |
| 防衛イノベーション科学技術研究所長 | 片山泰介   | 2024年10月01日 | 防衛装備庁プロジェクト管理部長                |

## 歴代長官
| 代 | 氏名     | 在職期間                        | 出身校                              | 前職           | 後職         |
| -- | -------- | ------------------------------- | ----------------------------------- | -------------- | ------------ |
| 01 | 渡辺秀明 | 2015年10月01日 - 2017年07月28日 | 慶應義塾大学工学部                  | 技術研究本部長 | 退職         |
| 02 | 鈴木良之 | 2017年07月28日 - 2018年08月03日 | 中央大学法学部 ・桐蔭横浜大学大学院 | 人事教育局長   | 退職         |
| 03 | 深山延暁 | 2018年08月03日 - 2019年07月30日 | 東京大学経済学部                    | 地方協力局長   | 退職         |
| 04 | 武田博史 | 2019年07月30日 - 2021年07月01日 | 慶應義塾大学法学部                  | 大臣官房長     | 退職         |
| 05 | 鈴木敦夫 | 2021年07月01日 - 2022年07月01日 | 早稲田大学政治経済学部              | 地方協力局長   | 防衛事務次官 |
| 06 | 土本英樹 | 2022年07月01日 - 2023年07月14日 | 京都大学経済学部                    | 整備計画局長   | 退職         |
| 07 | 深澤雅貴 | 2023年07月14日 - 2024年07月19日 | 中央大学法学部                      | 地方協力局長   | 退職         |
| 08 | 石川武   | 2024年07月19日 - 2025年08月01日 | 東京大学経済学部                    | 防衛研究所長   | 退職         |
| 09 | 青柳肇   | 2025年08月01日 -                | 早稲田大学法学部                    | 整備計画局長   |              |

## 開発に関わっている装備品のギャラリー
- 16式機動戦闘車
- 開発中のレールガン
- 多用途ヘリコプター UH-2
- 先進技術実証機 X-2
- 提案されている新型護衛艦（06FFM）
- 提案されている哨戒艦（05OPV）